# El hombre es un gran faisán en el mundo
El hombre es un gran faisán en el mundo es una novela realizada por la escritora rumana Herta Müller desarrollada en el año 1986, en la cual plasma, a través de sus vivencias y visión, las condiciones de los alemanes enRumania, mostrando la dureza y la resignación de los alemanes en ese entonces.

## Temática
A través de un ambiente lúgubre es mostrada la vida de las familias alemanas de origen suabo en espera de salir de Rumania. Oprimidos no solo por la pobreza, sino también por la corrupción y los aparatos represivos del Estado (dictadura de Nicolae Ceausescu) y el asfixiante ambiente tras la Segunda Guerra Mundial.
La mayor parte de la trama se desarrolla en el pensamiento de Windisch y sus actividades, además de los diálogos que sostiene con el Guardian Nocturno y su esposa (ex prostituta en Rusia) en los cuales en forma figurativa aborda el grueso de la visión de "los desposeídos". Windisch es una de las tantas personas que están en espera de un pasaporte que le permita a él y su familia emigrar a Alemania, teniendo que otorgar su trabajo por pagas miserables.
Windisch tiene una hija de nombre Amelie, la cual se dedica a la enseñanza de infantes, sin embargo, es obligada por las circunstancias a ofrecer favores sexuales al sacerdote y al policía para garantizar que los pasaportes lleguen lo antes posible.
Este libro nos ofrece un panorama, en complemento con En tierras bajas, de la corrupción de aquellos tiempos y de lo duro que fue para las clases más bajas los enfrentamientos bélicos, teniendo por consecuencia el empobrecimiento extremo y un analfabetismo a mayor grado aunado a una naturaleza humana ruin y vil.